# Lirceus
Lirceus là một chi động vật giáp xác chân đều trong họ Asellidae, sống ở miền nam Canada và Đông Hoa Kỳ kéo dài về phía tây đến Great Plains. Trong số 15 loài của chi này, 2 loài được xếp vào danh sách loài bị đe dọa (EN) hoặc loài dễ tổn thương (VU) trong Sách Đỏ.

## Các loài
- Lirceus alabamae Hubricht & Mackin, 1949 – Alabama
- Lirceus bicuspidatus Hubricht & Mackin, 1949 – Arkansas
- Lirceus bidentatus Hubricht & Mackin, 1949 – Arkansas
- Lirceus brachyurus (Harger, 1876) – Pennsylvania, Virginia
- Lirceus culveri Estes & Holsinger, 1976 – Virginia [3] [4]
- Lirceus fontinalis Rafinesque-Schmaltz, 1820 – Ohio, Indiana, Illinois, Kentucky, Tennessee
- Lirceus garmani Hubricht & Mackin, 1949 – Missouri, Arkansas, Kansas, Oklahoma
- Lirceus hargeri Hubricht & Mackin, 1949 – Tennessee, Virginia
- Lirceus hoppinae (Faxon, 1889) – Missouri, Arkansas, Oklahoma
- Lirceus lineatus (Say, 1818) – Canada, miền đông Hoa Kỳ
- Lirceus louisianae (Mackin & Hubricht, 1938) – Illinois, Missouri, Arkansas, Louisiana
- Lirceus megapodus Hubricht & Mackin, 1949 – Missouri
- Lirceus richardsonae Hubricht & Mackin, 1949 – Ohio
- Lirceus trilobus Hubricht & Mackin, 1949 – Oklahoma
- Lirceus usdagalun Holsinger & Bowman, 1973 – Virginia [5] [6]